# Чикунова
Чикуно́ва (рос. Чикунова) — присілок у складі Комишловського району Свердловської області. Входить до складу Заріченського сільського поселення.
Населення — 428 осіб (2010, 438 у 2002).
Національний склад станом на 2002 рік: росіяни — 92 %.